# Jean de Bodt
Jean de Bodt (París, 1670 — Dresden, 1745) va ser un arquitecte francès. De família d'hugonots, va haver d'emigrar de França amb la promulgació de l'Edicte de Fontainebleau i va viure als Països Baixos i a Londres, on va esdevenir capità del cos d'artillers. Va projectar diverses obres a Alemanya amb un estil clàssic i barroc.

## Obres

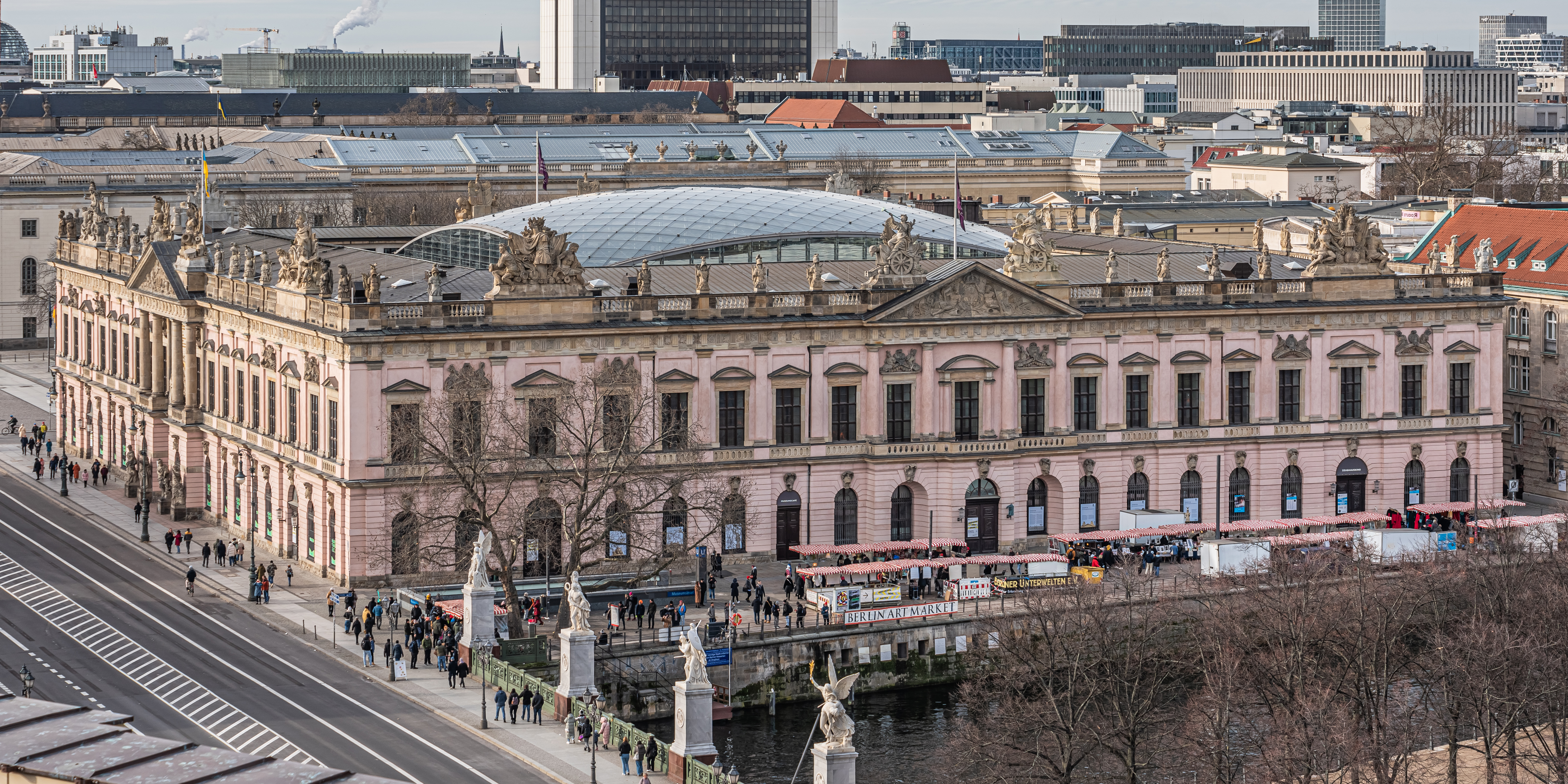
Zeughaus a Berlin
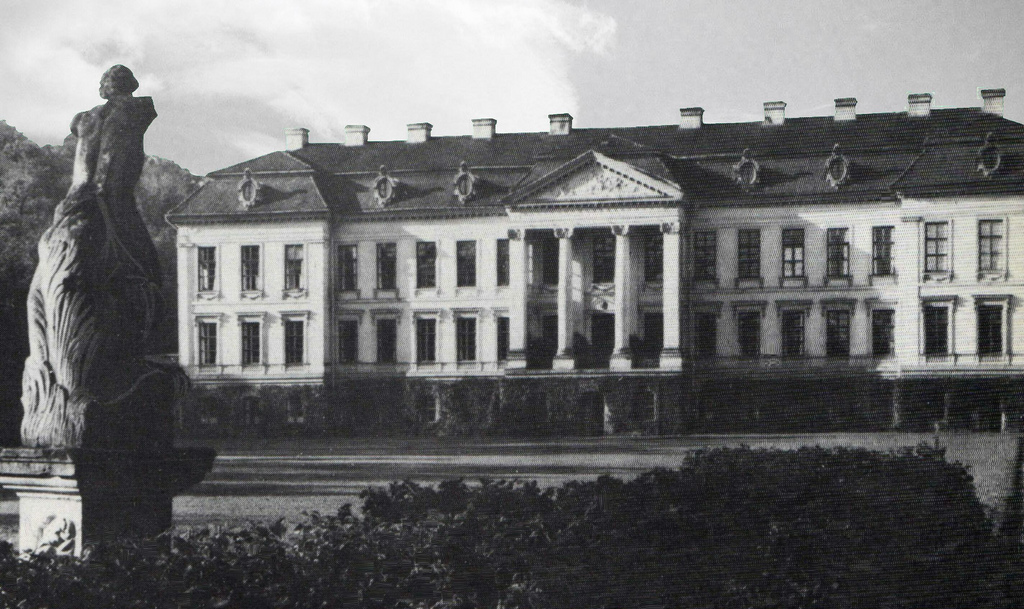
Palau de Friedrichstein, a Prússia Oriental
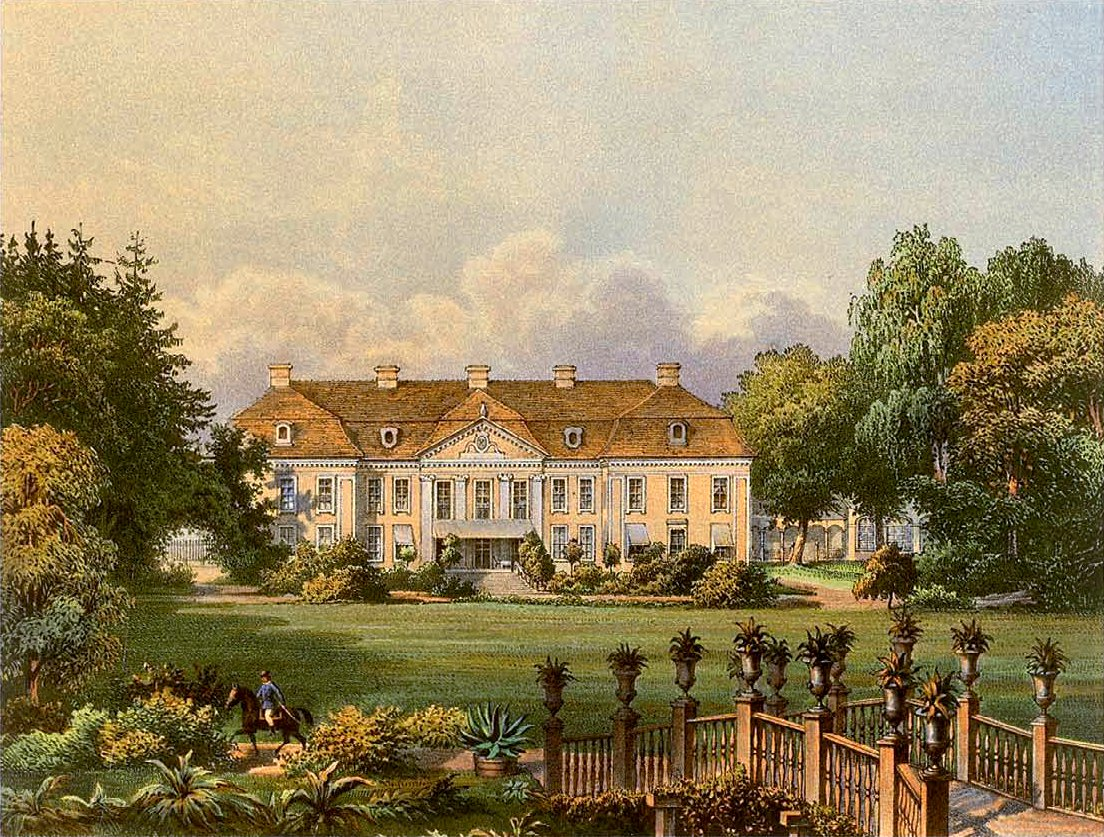
Palau de Schlodien, a Prússia Oriental
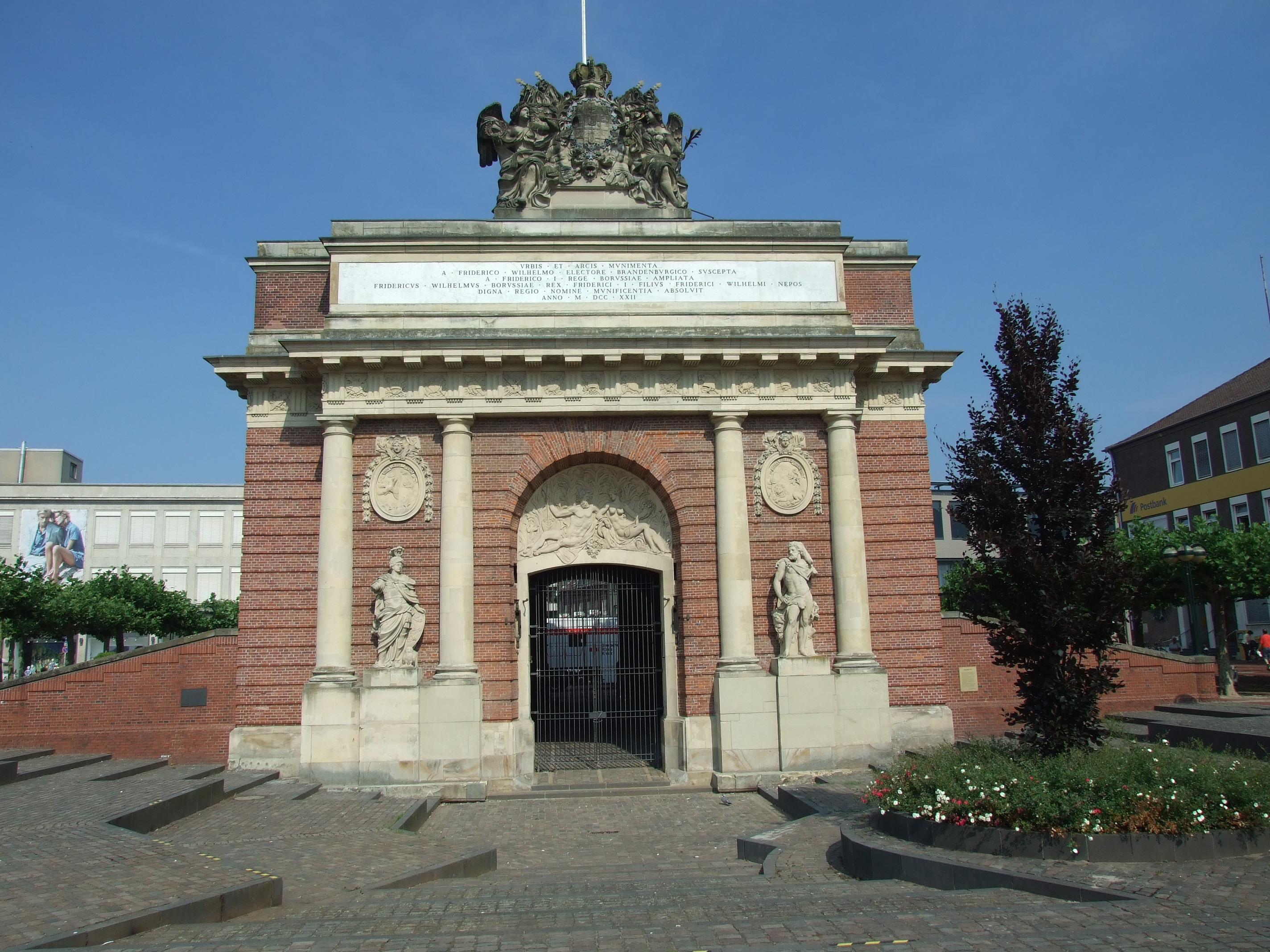
Porta de Berlín a Wesel
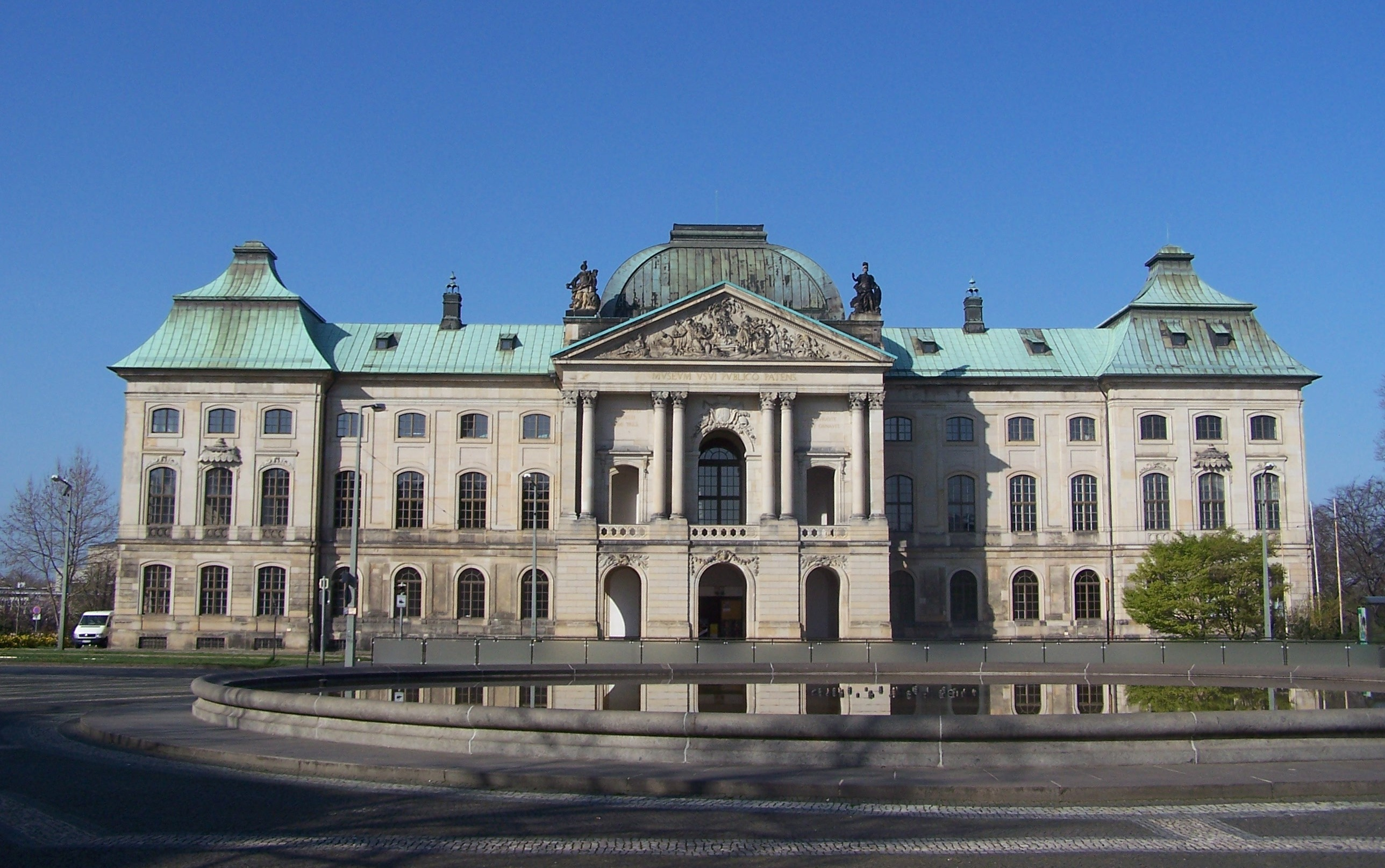
Japanisches Palais a Dresden